# К-9 (самолёт)
К-9  — советский лёгкий одномоторный самолёт конструкции К. А. Калинина.

## История
Самолет задумывался как массовая дешевая машина стоимостью не более семи тысяч рублей, чтобы ее мог приобрести любой облисполком. Самолет так и называли - "облисполкомоский". Считалось, что такие самолеты будут нужны для связи областных и районных центров с колхозами, а потом и колхозы будут покупать их для полевых работ. Деньги на постройку собрали активисты ОСОВИАХИМа Дзержинского района города Харькова.
К-9 был изготовлен в единственном экземпляре и в 1934 году самолет передали в Харьковский аэроклуб.

## Конструкция
Одномоторный цельнодеревянный высокоплан. Экипаж два человека. Крыло эллиптическое с подкосами. Крыло складное, Два человека снимали и устанавливали его за две минуты. Оперение тоже складное, для хранения самолета не нужен был специальный ангар, достаточно было сарая. Маленькая посадочная скорость - 50-60 км/ч позволяла приземлять К-9 на небольшие площадки.

### Технические характеристики
- Экипаж: 2
- Длина:  7.58 м
- Размах крыла: 11.98 м
- Высота:
- Площадь крыла: 22.60 м²
- Коэффициент удлинения крыла:
- Профиль крыла:
- Масса пустого: 550 кг
- Масса снаряженного:  кг
- Нормальная взлетная масса:  кг
- Максимальная взлетная масса:  745 кг
- Масса полезной нагрузки:  кг
- Масса топлива и масла:  кг
- Двигатели: 1× Walter
- Мощность: 1× 60 л.с.

### Лётные характеристики
- Максимальная скорость: 138 км/ч
  - у земли:
  - на высоте:
- Крейсерская скорость: 110 км/ч
- Посадочная скорость: 60 км/ч
- Практическая дальность: км
- Практический потолок:  м
- Скороподъёмность:  м/с
- Нагрузка на крыло:  кг/м²
- Тяговооружённость:  Вт/кг
- Максимальная эксплуатационная перегрузка: g